# جو دوفي
جو دوفي (بالإنجليزية: Jo Duffy)‏ هي مؤلفة أمريكية، ولدت في 9 فبراير 1954 في نيويورك في الولايات المتحدة.